# Vestlandet

Vestlandets läge i Norge.

Vestlandet är den västligaste av Norges landsdelar. Den omfattar de tre fylkena Møre og Romsdal, Vestland (före detta Sogn og Fjordane och Hordaland) och Rogaland.
Vestlandet har 1 325 945  invånare (1 juli 2013), vilket placerar landsdelen på andra plats efter Østlandet. Den har en areal på 58 552 kvadratkilometer, vilket gör den tredje störst, efter Nordnorge och Østlandet. Landsdelen är centrum för den nynorskspråkiga kulturen i Norge, vilken fortfarande är dominerande utanför de större städerna.
Vestlandet är känt för sina vackra och särpräglade städer och sin storslagna natur med vilda forsar och glaciärer, höga fjäll och djupa fjordar, och ett idylliskt kulturlandskap som ofta förbinds med den norska nationalromantiken. Detta skildras i den kända hyllningssången till landsdelen, som heter Å Vestland, Vestland.
Landsdelshuvudstaden Bergen var fram till 1299 hela Norgesväldets huvudstad, fast samlingsplats för Gulatinget från år 1300, största stad i Norden på 15- och 1600-talet och i Norge fram till 1830-talet, och är i dag Norges näst största stad efter Oslo. Bergen var också exporthamn för Vestlandet och Nordnorge i många hundra år och samtidigt administrationsstad för dessa landsdelar, och ingick mellan 1350 och 1750 i det mäktiga Hansaförbundet.